# Ezwell Ndlovu
Ezwell Ndlovu − zimbabwejski bokser.

## Kariera amatorska
W 1994 reprezentował Zimbabwe na igrzyskach Wspólnoty Narodów w Victorii. W ćwierćfinale pokonał przed czasem, w drugiej rundzie Jamajczyka Prince'a Wilksa, awansując do półfinału. W półfinale przegrał z reprezentantem gospodarzy Stephenem Gallingerem, zdobywając brązowy medal w kategorii ciężkiej.